# Carolozittelia
Carolozittelia è un genere estinto di mammiferi erbivori, appartenente ai piroteri. Visse nell'Eocene inferiore (circa 48 - 45 milioni di anni fa) e i suoi resti fossili sono stati ritrovati in Sudamerica.

## Descrizione
Questo animale è noto solo per alcuni denti fossili, ed è quindi impossibile ricostruirne l'aspetto. Dal raffronto con i fossili di altri animali più noti come Pyrotherium, si può ipotizzare che Carolozittelia fosse un animale dalle forme pesanti, della taglia di un tapiro. I molari di Carolozittelia erano dotati di creste trasversali, ma si possono ancora riconoscere le tracce dei tubercoli di un piano dentario primitivo quadritubercolato. Un incisivo attribuito a Carolozittelia ha l'aspetto e la forma di una piccola zanna.

## Classificazione
Carolozittelia è stato descritto per la prima volta nel 1901 da Florentino Ameghino, sulla base di resti fossili ritrovati in terreni dell'Eocene inferiore della Patagonia (Argentina). Florentino descrisse due specie di questo genere: Carolozittelia eluta e C. tapiroides. 
Carolozittelia è un rappresentante dei piroteri, un gruppo di mammiferi sudamericani dalle parentele enigmatiche, vissuti nel Terziario inferiore. In particolare, Carolozittelia era uno dei membri più antichi del gruppo, ed è considerato un rappresentante basale della famiglia Pyrotheriidae.